# الحزب الشيوعي الماركسي اللينيني في الإكوادور
الحزب الشيوعي الماركسي اللينيني في الإكوادور (بالإسبانية: Partido Comunista Marxista-Leninista del Ecuador)‏ هو حزب سياسي في الإكوادور، تأسس في 1 أغسطس 1964، بعد انشقاق عن الحزب الشيوعي الإكوادوري.
ينشر الحزب صحيفة أون مارشا، وهو مشارك نشط في المؤتمر الدولي للأحزاب والمنظمات الماركسية اللينينية (الوحدة والنضال).
في عام 1978 أسس الحزب الجناح الانتخابي، الحركة الشعبية الديمقراطية.
حزب العمال في الإكوادور هو انشقاق عن الحزب الشيوعي الماركسي اللينيني.

## روابط خارجية
- الموقع الرسمي
- مقابلة مع ويلسون ألفاراسين من الحزب الشيوعي الماركسي اللينيني في الإكوادور